# Broderie de Cilaos
Pour les articles homonymes, voir Broderie (homonymie).

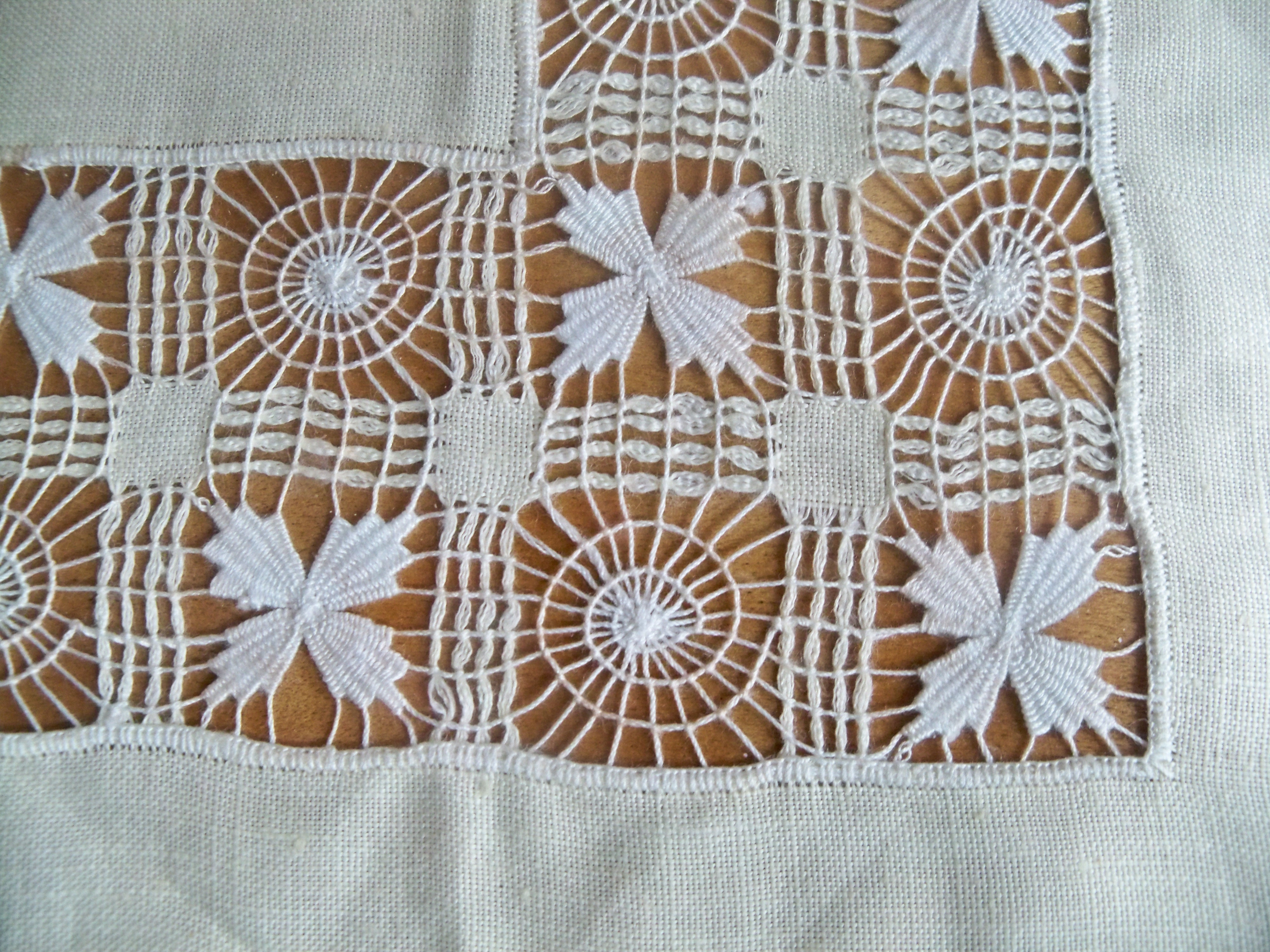
Deux des motifs de broderie de Cilaos.

La broderie de Cilaos est un type de broderie d'art pratiqué à Cilaos, sur l'île de La Réunion, un département d'outre-mer français dans le sud-ouest de l'océan Indien.

## Histoire
On doit les débuts de la broderie à Cilaos à Angèle Mac-Auliffe, originaire du cirque de Salazie et fille d'un ancien médecin de marine, Jean-Marie Mac-Auliffe, devenu médecin aux thermes de Cilaos. Angèle s'installe à Cilaos en 1897 à l'âge de 20 ans. Autodidacte, elle crée un petit atelier de broderie en 1900, et forme quelques femmes à la broderie. À sa mort en 1908, les sœurs du couvent achèvent leur formation.
En 1983, une association de brodeuses est créée dans le but de sauvegarder et développer la technique de la broderie dite « le jour de Cilaos ». Une Maison de la Broderie est également créée.

## Technique
Cette broderie est traditionnellement réalisée sur un tissu de coton blanc, initialement avec du fil également blanc, même si la couleur est arrivée avec le temps. Cette broderie à jour se fait en utilisant un tambour (deux cercles de bois souple concentriques, ajustés, enserrant le tissu pour le tendre). 
- 1re étape : traçage des carrés évidés par tirage des fils.
- 2e étape : remplissage des carrés évidés par des broderies, au fil et à l'aiguille.

Les motifs peuvent être géométriques ou en forme de fleurs, papillons, escargots, paille-en-queue (oiseau local).